# گروپو رفورما
گروپو رفورما (انگلیسی: Grupo Reforma) شرکت انتشارات مکزیکی است، که در سال ۱۹۲۲ تأسیس شد.